# Плавання на літніх Олімпійських іграх 2016 — естафета 4x100 метрів комплексом (жінки)
Змагання з плавання в естафеті 4x100 метрів комплексом серед жінок на Олімпіаді 2016 року відбулися 12 і 13 серпня на Олімпійському водному стадіоні.

## Рекорди
Станом на 12 серпня 2016 світовий і олімпійський рекорди були такими:
| Світовий рекорд     | США (USA) | 3:52.05 | Лондон, Велика Британія | 2 серпня 2012 | [ 3 ] |
| Олімпійський рекорд | США (USA) | 3:52.05 | Лондон, Велика Британія | 2 серпня 2012 | [ 3 ] |

## Розклад змагань
Час місцевий (UTC−3)
| Дата      | Час | Раунд             |
| --------- | --- | ----------------- |
| 12 серпня |     | Попередні запливи |
| 13 серпня |     | Фінал             |

## Результати
Загалом у цій дисципліні взяли участь 16 команд. 8 найкращих із двох запливів вийшли у фінал.

### Попередні запливи
| 1  | 2 | 5 | США (USA)             | Олівія Смоліга (59.57) Кеті Мейлі (1:04.93) Келсі Воррелл (56.47) Еббі Вейтцейл (53.70)                     | 3:54.67 | Q     |
| 2  | 1 | 3 | Канада (CAN)          | Кайлі Масс (58.66) NR Рейчел Нікол (1:06.97) Ноемі Томас (57.66) Тейлор Рак (53.51)                         | 3:56.80 | Q, NR |
| 3  | 1 | 5 | Данія (DEN)           | Міе Нільсен (59.48) Рікке Меллер Педерсен (1:06.88) Джанетт Оттесен (57.38) Пернілле Блуме (53.24)          | 3:56.98 | Q     |
| 4  | 1 | 2 | Росія (RUS)           | Анастасія Фесикова (1:00.16) Юлія Єфімова (1:05.78) Світлана Чімрова (57.65) Вероніка Попова (53.85)        | 3:57.44 | Q     |
| 5  | 2 | 3 | Австралія (AUS)       | Медісон Вілсон (59.38) Тейлор Маккіоун (1:07.48) Меделін Гровз (57.87) Бріттані Елмслі (53.07)              | 3:57.80 | Q     |
| 6  | 2 | 4 | Китай (CHN)           | Фу Юаньхуей (59.20) Чжан Сіньюй (1:07.86) Лу Ін (57.45) Шень До (53.72)                                     | 3:58.23 | Q     |
| 7  | 2 | 2 | Італія (ITA)          | Карлотта Зофкова (1:01.42) Аріанна Кастіньліоні (1:06.33) Іларія Біанкі (57.76) Федеріка Пеллегріні (53.58) | 3:59.09 | Q     |
| 8  | 2 | 6 | Велика Британія (GBR) | Джорджія Девіс (59.35) Хлої Таттон (1:07.25) Шівон-Марі О'Коннор (57.61) Джорджія Коутс (55.13)             | 3:59.34 | Q     |
| 9  | 1 | 4 | Швеція (SWE)          | Мішель Колеман (1:01.13) Дженні Юханссон (1:06.62) Сара Шестрем (56.70) Луїс Ганссон (55.00)                | 3:59.45 |       |
| 10 | 1 | 6 | Японія (JPN)          | Нацумі Сакаї (1:01.57) Сатомі Судзукі (1:07.40) Рікако Ікее (56.73) Мікі Утіда (54.12)                      | 3:59.82 |       |
| 11 | 1 | 7 | Фінляндія (FIN)       | Мімоза Джаллоу (1:01.03) Єнна Лаукканен (1:06.49) Емілія Піккарайнен (59.02) Ханна-Марія Сеппяля (55.07)    | 4:01.61 |       |
| 12 | 2 | 7 | Німеччина (GER)       | Дженні Менсінг (1:01.27) Ванесса Грінберг (1:07.99) Александра Венк (58.55) Анніка Брун (54.38)             | 4:02.19 |       |
| 13 | 1 | 1 | Бразилія (BRA)        | Наталія де Луккас (1:01.93) Дженніфер Консейсан (1:08.23) Дайнара де Паула (58.18) Ларісса Олівейра (54.49) | 4:02.83 |       |
| 14 | 1 | 8 | Гонконг (HKG)         | Стефані Ау (1:01.55) Кун Іветт Маньї (1:08.39) Ши Хан Юй (59.54) Камілла Чен (54.37)                        | 4:03.85 |       |
| 15 | 2 | 1 | Франція (FRA)         | Беріль Гастальделло (1:00.60) Фанні Деберге (1:08.83) Марі Ваттель Шарлотт Бонне                            | DSQ     |       |
| 16 | 2 | 8 | Чехія (CZE)           | Сімона Баумртова (1:01.27) Мартіна Моравчікова Луціє Свецена Барбора Сіманова                               | DSQ     |       |

### Фінал
| Місце | Доріжка | Країна                | Спортсменки                                                                                             | Час     | Нотатки |
| ----- | ------- | --------------------- | --- | ------- | ------- |
| 1     | 4       | США (USA)             | Кетлін Бейкер (28.58) Ліллі Кінг (30.49) Дана Воллмер (25.68) Сімоне Мануель (25.15)                    | 3:53.13 | OR      |
| 2     | 2       | Австралія (AUS)       | Емілі Сібом (28.75) Тейлор Маккіоун (31.41) Емма Маккеон (26.09) Кейт Кемпбелл (24.80)                  | 3:55.00 |         |
| 3     | 3       | Данія (DEN)           | Міе Нільсен (28.76) Рікке Меллер Педерсен (30.96) Джанетт Оттесен (26.16) Пернілле Блуме (25.61)        | 3:55.01 | ER      |
| 4     | 7       | Китай (CHN)           | Фу Юаньхуей (29.16) Ши Цзінлінь (30.98) Лу Ін (26.17) Чжу Менхуей (25.36)                               | 3:55.18 |         |
| 5     | 5       | Канада (CAN)          | Кайлі Масс (28.66) Рейчел Нікол (31.24) Пенні Олексяк (26.15) Шанталь ван Ландегем (25.18)              | 3:55.49 | NR      |
| 6     | 6       | Росія (RUS)           | Анастасія Зуєва (29.02) Юлія Єфімова (30.60) Світлана Чімрова (26.24) Вероніка Попова (25.86)           | 3:55.66 |         |
| 7     | 8       | Велика Британія (GBR) | Джорджія Девіс (28.99) Хлої Таттон (31.26) Шівон-Марі О'Коннор (26.76) Франческа Голсолл (25.67)        | 3:56.96 | NR      |
| 8     | 1       | Італія (ITA)          | Карлотта Зофкова (29.97) Аріанна Кастіньліоні (31.06) Іларія Біанкі (26.68) Федеріка Пеллегріні (25.40) | 3:59.50 |         |